# Orthocypris
Orthocypris is een geslacht van uitgestorven kreeftachtigen uit de klasse van de Ostracoda (mosselkreeftjes).

## Soorten
- Orthocypris cicatricosa Coen, 1985 †
- Orthocypris exemplaris Rozhdestvenskaya, 1972 †
- Orthocypris irregularis Polenova, 1966 †
- Orthocypris karlsteiniana (Boucek, 1936) Pribyl, 1955 †
- Orthocypris kellettae (Pribyl & Snajdr, 1951) Pribyl, 1955 †
- Orthocypris kummerowi Zbikowska, 1983 †
- Orthocypris ludingensis Li (Y.-W.), 1989 †
- Orthocypris magna Malec, 1990 †
- Orthocypris novaki (Boucek & Pribyl, 1955) Pribyl, 1988 †
- Orthocypris oryzaformis Crasquin, 1983 †
- Orthocypris parilis Rozhdestvenskaya, 1972 †
- Orthocypris perlonga Kummerow, 1953 †
- Orthocypris planita Egorova, 1966 †
- Orthocypris plasae Pribyl, 1955 †
- Orthocypris pragensis Pribyl, 1955 †
- Orthocypris regula Polenova, 1960 †
- Orthocypris samoilovae Egorova, 1966 †
- Orthocypris spatiosa Egorova, 1960 †
- Orthocypris subparallela (Polenova, 1952) Rozhdestvenskaya, 1962 †
- Orthocypris virgula Rozhdestvenskaya, 1960 †
- Orthocypris zhaksiconica Buschmina, 1977 †
- Orthocypris zinzilbanica Mikhailova, 1978 †